# Efebe
Efebe je městský stát nacházející se na Zeměploše, fiktivním světě britského spisovatele Terryho Pratchetta. Samotné Efebe je známé jako město filozofů, lázní a taveren. Velké úctě se zde těší želvy.
Efebe představuje zeměplošskou analogii ke starověkému Řecku. Nejpodrobněji se o něm hovoří především v Pratchettových knihách Pyramidy a Malí bohové.

## Role v příběhu

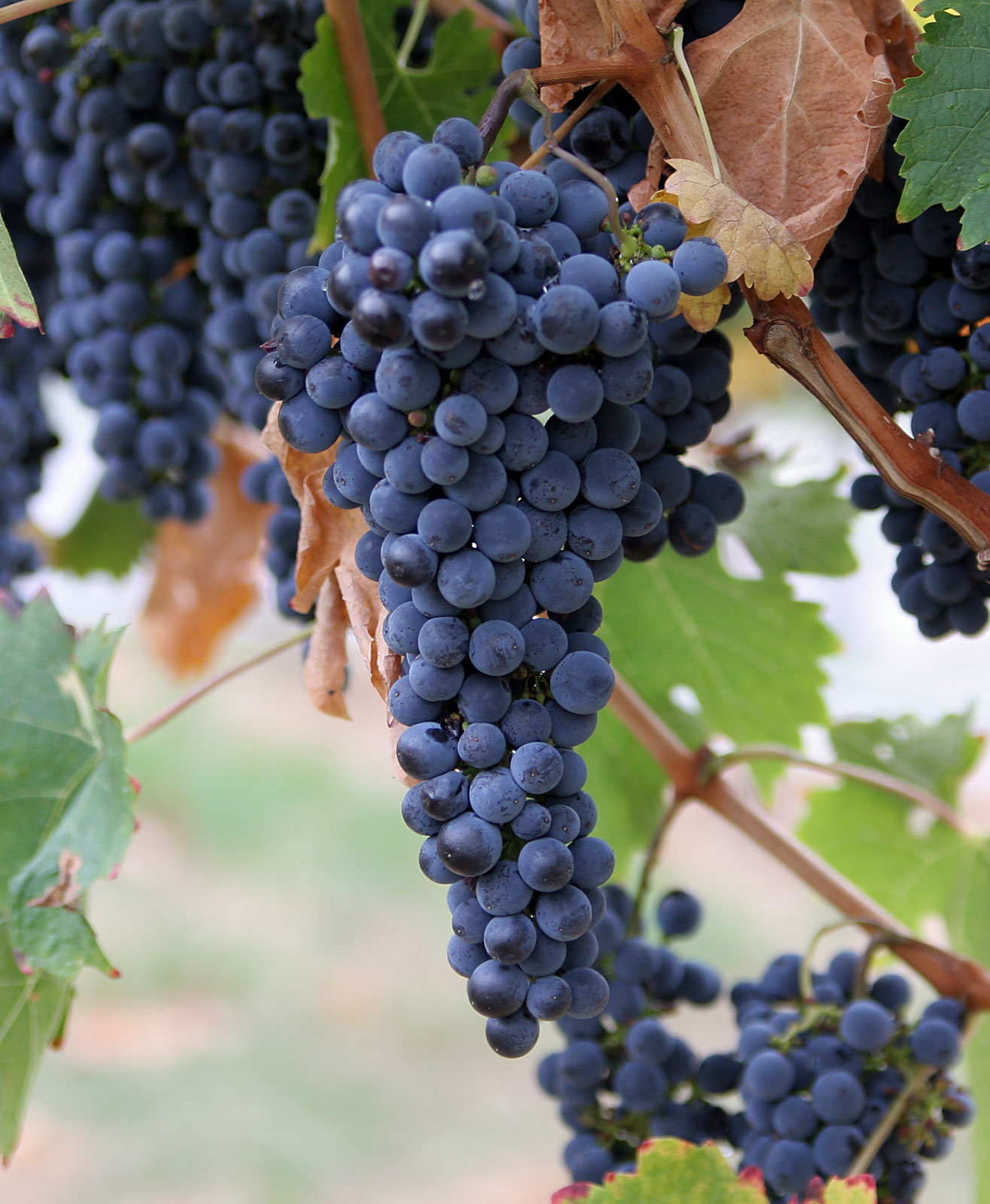
Efebané dělají víno ze všeho, co se jim podaří nalít do kbelíku.

Efebe je malý, ale poměrně bohatý a mocný státeček, nacházející se na pobřeží Kruhového moře mezi Mžilibabou a Omnií. Samotné přístavní město, tvořené zářivě bílými domy, se rozprostírá na vysokém skalisku ve smaragdově modré efebské zátoce. Město Efebe je proslulé množstvím filozofů, kteří zde žijí a neustále mezi sebou debatují a přou se. Tvrdí se, že v Efebe nelze hodit kamenem a nezasáhnout přitom filozofa. Odvěkým rivalem Efebe je nedaleké město Tsort.
Státním zřízením Efebe je demokracie. Hlavou státu je Tyran, který je všemi obyvateli města volen na období pěti let. Obvykle bývá téměř okamžitě po svém zvolení uvržen do žaláře. Sídlem Tyrana je efebský palác, jehož vstup chrání neproniknutelný labyrint, v němž se ukrývá množství smrtelně nebezpečných nástrah.
V Efebe žije poměrně značné množství otroků a občas jsou podnikány pokusy o jejich osvobození. Tomu se však otroci houževnatě brání, protože zákony Efebe přikazují jejich vlastníkům, aby o otroky pečlivě dbali, poskytovali jim pravidelnou stravu a jeden volný den v týdnu. Po dvaceti letech odpracovaných v otroctví má otrok právo na svobodný život, žádný z nich ho však nevyužívá a všichni setrvávají v pohodě otroctví až do smrti. Tento systém je tak největší brzdou hospodářského rozvoje státu.
Efebští bohové vypadají jako lidé. Přesto se často a rádi převtělují do podob nejrůznějších zvířat, v jejichž podobě pak získávají přízeň efebských žen. Mezi zvlášť uctívané bohy patří bůh vína Vinojam, bohyně lásky Astoria, bohyně dohodnutých vášní Petinkia či bohyně moudrosti Patina, jejímž symbolem je tučňák. Pověstná je efebská knihovna, která je po magické knihovně Neviditelné univerzity v Ankh-Morporku druhou největší knihovnou Zeměplochy.